# والتر گوتل
والتر گوتل (انگلیسی: Walter Gotell؛ ۱۵ مارس ۱۹۲۴ – ۵ مهٔ ۱۹۹۷) یک هنرپیشه اهل آلمان بود. وی بین سال‌های ۱۹۴۳ تا ۱۹۹۷ میلادی فعالیت می‌کرد. بیشتر شهرت وی به خاطر ایفای نقش ژنرال آناتول گوگول ، رئیس بخشی از سازمان اطلاعات شوروی ، در ۶ فیلم جیمز باند است که اولین آنها جاسوسی که مرا دوست داشت و آخرین شان روشنایی‌های پایدار روز است .

## فیلم‌شناسی
از فیلم‌ها یا برنامه‌های تلویزیونی که وی در آن نقش داشته است می‌توان به سرخ و سیاه، از روسیه همراه با عشق، روزهای روشن زندگی، ملکه آفریقایی، پسران برزیل، توپ‌های ناوارون، جاسوسی که دوستم داشت، به پیش یا بمیر ، مونریکر (فیلم) ، فقط به خاطر چشمان تو (فیلم) ، اختاپوسی ، نمایی به یک قتل و روشنایی‌های پایدار روز اشاره کرد.